# Peter O'Rourke
Peter O'Rourke (né le 3 janvier 1966 à Baton Rouge dans l'état de Louisiane) est un homme politique américain.

## Biographie
Il est Secrétaire aux Anciens combattants des États-Unis par intérim durant la période de nomination de Robert Wilkie entre le 29 mai 2018 et le 30 juillet 2018.